# Clubul Sportiv Profesionist UM Timișoara
L'UMT Timișoara est un club roumain de football basé à Timișoara.
Le club évolue en première division lors de la saison 2001-2002.

## Historique
- 1960 : fondation du club
- 2011 : le club évolue pour la 1re fois de son histoire en 1re division